# Buissard

Buissard este o comună în departamentul Hautes-Alpes, Franța. În 1 ianuarie 2022 avea o populație de 194 de locuitori.